# 7 Íris
Íris (asteroide 7) é um grande asteroide da cintura principal. A sua superfície é muito refletiva (brilhante) e a sua composição é de uma mistura de níquel e ferro com silicatos de ferro e magnésio.
Íris foi descoberto a 13 de Agosto de 1847 por John Russell Hind do Reino Unido. O nome provém da deus grega Íris, irmã das Harpias.
A 26 de Maio de 1995 e a 25 de Julho de 1997, Íris ocultou estrelas, através dessas ocultações, as medições deram um diâmetro de 200 km ao asteroide.